# Bromus oxyodon
Bromus oxyodon là một loài thực vật có hoa trong họ Hòa thảo. Loài này được Schrenk mô tả khoa học đầu tiên năm 1842.